# Cadillac Serie 314
La Serie 314 è un'autovettura di lusso prodotta dalla Cadillac dal 1925 al 1927.

## Storia
Il modello è stato presentato nell'agosto del 1925. Da un punto di vista ingegneristico, la Serie 314 fu l'evoluzione della Type V-63, cioè del modello che sostituì. Le modifiche non furono solo meccaniche, ma anche estetiche.
Il motore installato era un V8 da 5,2 L di cilindrata che erogava 80 CV di potenza. Fu anche disponibile in versioni speciali come ambulanza e carro funebre. È stata prodotta in 50.619 esemplari.